# Eugeniusz Priwieziencew

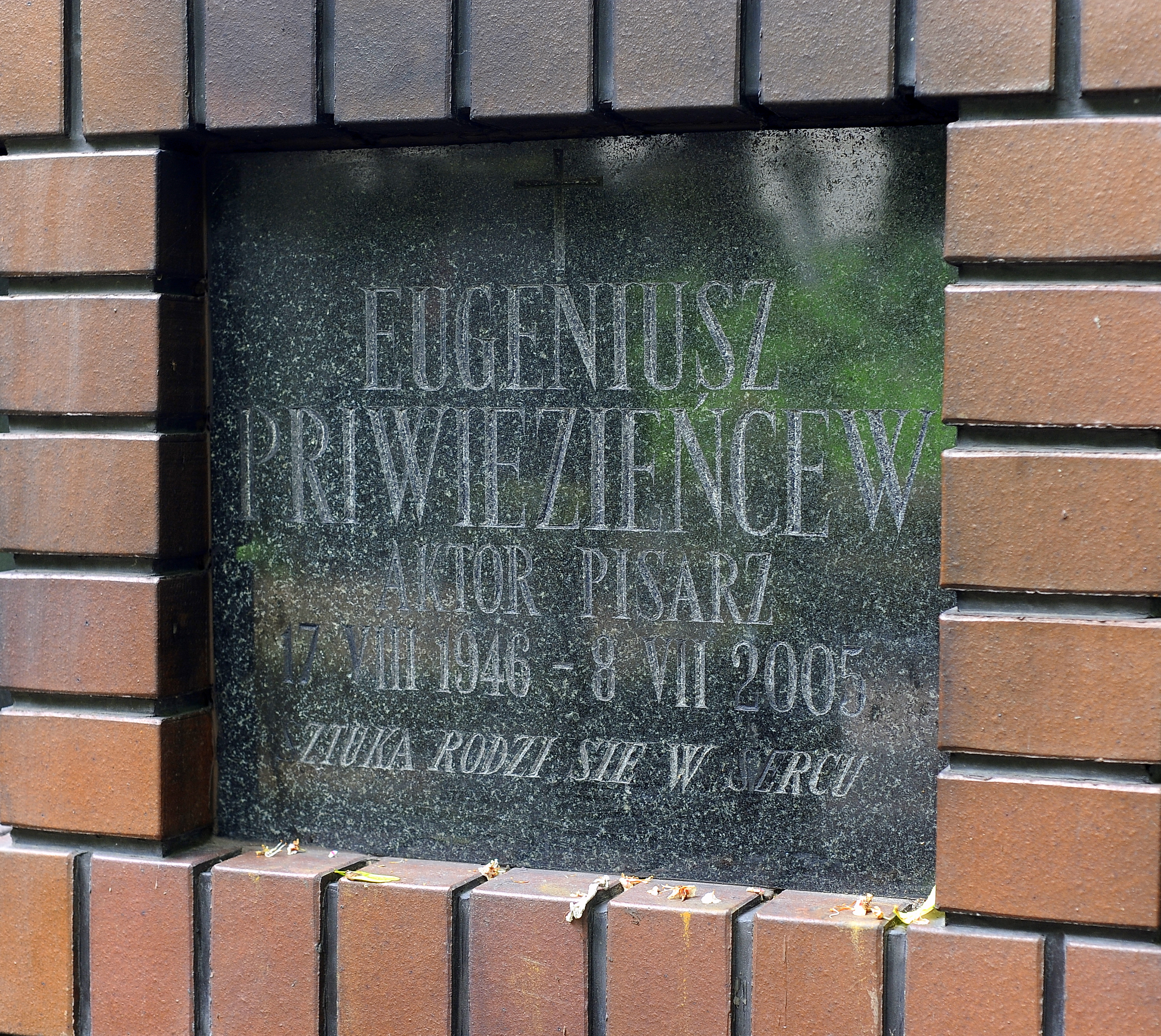
Nagrobek Eugeniusza Priwieziencewa na cmentarzu Powązkowskim w Warszawie

Eugeniusz „Żenia” Priwieziencew (ur. 17 sierpnia 1946 w Gdańsku, zm. 8 lipca 2005 w Warszawie) – polski aktor teatralny i filmowy, reżyser, scenarzysta, dramaturg.

## Życiorys
W 1971 ukończył studia na Wydziale Aktorskim PWSFTviT w Łodzi.
Grał m.in. w Piratach Romana Polańskiego i w filmach Krzysztofa Zanussiego: Barwy ochronne, Spirala, Kontrakt, Cwał. W filmie Zabić księdza Agnieszki Holland partnerował Christopherowi Lambertowi, Timowi Rothowi, Edowi Harrisowi. Zagrał też epizod w Liście Schindlera Stevena Spielberga. Szeroką popularność przyniosła mu rola organisty, kościelnego i grabarza Antoniego Pereszczaki w polskim serialu telewizyjnym Złotopolscy.
Był żonaty z Elżbietą Lenarczyk, z którą miał czworo dzieci: Aleksandrę, Katarzynę, Joannę i Igora. Mieszkał w Paryżu.
Zmarł w wyniku powikłań boreliozy. 15 lipca 2005 został pochowany w kolumbarium na cmentarzu Powązkowskim w Warszawie (rząd 11-2).

## Scenariusz
- Przed maturą (1980)
- Prostytutki (1997)

## Reżyseria
- Prostytutki (1997)

## Filmografia
- Stawka większa niż życie (1968), odc. 16: Akcja „Liść dębu” jako skoczek spadochronowy Kozioł
- Być może (1968)
- Jak rozpętałem drugą wojnę światową (1969), cz. 3 Wśród swoich jako młody zakonnik i partyzant (2 role, nie występuje w napisach)
- Doktor Ewa (1970)
- Złote koło (1971) jako Andrzej Rokita
- Diabeł (1972) jako kompan
- Teraz i w każdą godzinę (1972) jako kierowca sanitarki
- Karuzela (1974) jako nowy pracownik
- Dyrektorzy (1975) jako Jacek Widlarz, syn Wacława
- Brunet wieczorową porą (1976) jako Mleczarz
- Smuga cienia (1976) jako marynarz Frenchy
- Barwy ochronne (1976) jako Konrad Raczyk
- Wakacje (1976) jako pirat
- Polskie drogi (1977) jako Waldek Borkiewicz, brat Hanny Szczubełkowej
- Spirala (1978) jako chory w klinice
- Co mi zrobisz, jak mnie złapiesz (1978) jako hydraulik remontujący mieszkanie ginekologa
- Podróż Luizy (1978) jako Emile Bagnard
- Wielki podryw (1978) jako Sylwik
- Zapowiedź ciszy (1978) jako pijak
- Ślad na ziemi (1978) jako kierowca Wiktor Rębalski
- Przyjaciele jako instruktor ZMP
- Lekcja martwego języka (1979) jako komunista Miron
- Wściekły (1979) jako Zenon Krawczyk, złodziej zegarków z zakładu Okrzesika
- W słońcu i w deszczu (1979) jako Edzio
- Córka albo syn (1979) jako Piotr
- Drogi pośród nocy (Wege in der Nacht) (1979) jako uciekający chłop
- Za bramą (1980)
- Kontrakt (1980) jako tancerz
- Bez miłości (1980) jako doktor Jankowski
- Dom (1980–2000) jako pracownik Radiokomitetu
- Ukryty w słońcu (1980) jako Robert
- Constans (1980) jako celnik
- Miś (1981) jako milicjant
- Fik – Mik (1981) jako mechanik
- Filip z konopi (1981) jako kolega Leskiego z pracy
- Imperatyw (Imperativ) (1982) jako szaleniec
- Wybór Zofii (Sophie’s Choice) (1982) jako więzień
- Dla tych których kochałem (Au nom de tous les miens) (1983) jako Rutbinstein
- Danton (1983) jako zwolennik Robespierra
- Narzeczona z krainy chłodu (La Fiancée qui venait du froid) (1983)
- Yalta (1984) jako Pawłow
- Der Fall Bachmeier – Keine Zeit für Tränen (1984) jako Herbert Schulz
- Amerykańska marzycielka (American Dreamer) (1984) jako rosyjski dyplomata
- Sinobrody (Blaubart) (1984)
- Paradygmat, czyli potęga zła (Paradigma) (1985)
- Kurs na lewo (1986) jako Mikołaj
- Piraci (Pirates) (1986) jako garbus
- Pociąg do Hollywood (1987) jako milioner Żenia
- Gdzieśkolwiek jest, jeśliś jest (1988) jako pacjent w klinice psychiatrycznej w Kolonii
- Lance et compte II (1988) jako Belaieff
- Zabić księdza (To Kill a Priest) (1988) jako esbek
- Kanalia (1990) jako Pluskwiak
- Kapitan Conrad (1990)
- Życie za życie. Maksymilian Kolbe (1990) jako czeladnik
- Kamienna tajemnica (1990) jako Alex
- Ferdydurke (1991)
- Przeklęta Ameryka (1991)
- Le Manège de Pauline (1991) jako człowiek-wilk
- Dotknięcie ręki (The Silent Touch) (1992) jako gość na przyjęciu
- Wszystko co najważniejsze... (1992) jako Kuczyński
- Żenia Priwiezeńcew w ... czyli wywiad z samym sobą (1992) jako on sam
- Enak (1992) jako asystent Gooda
- Szwedzi w Warszawie (1992)
- Lepiej być piękną i bogatą (1993) jako szofer Doroty we Francji
- Kolejność uczuć (1993) jako ojciec Julii
- Żegnaj Ameryko! (Auf wiedersehen Amerika) (1993) jako literat
- Żywot człowieka rozbrojonego (1993)
- Lista Schindlera (Schindler’s List) (1993) jako kelner
- Żabi skok (1994) jako goryl
- Tajemnica Czeskiego Zamku (Un Chateau en Boheme) (1994) jako morderca Doline’a
- Les Milles (1995)
- Nic śmiesznego (1995) jako sąsiad Adama wiercący dziury w ścianach
- Pułkownik Kwiatkowski (1995) jako kierownik restauracji
- Cwał (1995) jako prokurator
- Wirus (1996) jako strażnik w budynku giełdy
- Złote runo (1996)
- Szczęśliwego Nowego Jorku (1997) jako Czemp
- Złotopolscy (1997) jako Antoni Pereszczako
- Ciemna strona Wenus (1997) jako pracownik prosektorium
- Brat naszego Boga (Our God’s Brother) (1997) jako żebrak
- Królowie życia (Comme des rois) (1997) jako znajomy Kowalskich
- Amok (1998) jako ojciec Maksa
- Wszystkie pieniądze świata (1999) jako Mykoła
- Ogniem i mieczem (1999) jako Maksym, stróż w Rozłogach
- Gwiazdka w Złotopolicach (1999) jako Antoni Pereszczako, organista
- Trzy szalone zera (1999) jako kierowca
- Ajlawju (1999) jako taksówkarz
- Żółty szalik (2000) jako alkoholik
- Skarby ukryte (2000) jako taksówkarz
- Quo vadis (2001) jako senator Afer
- Czarna plaża (La Plage noire) (2001) jako urzędnik
- Suplement (2002) jako bezdomny w noclegowni
- Rób swoje, ryzyko jest twoje (2002) jako kasiarz
- Nienasycenie (2003) jako nacjonalista
- Persona non grata (2005)
- Hans Christian Andersen (2005) jako dziadek Hansa Christiana Andersena

### Gościnnie
- Świat według Kiepskich (1999–2006) jako komisarz
- Lokatorzy (1999–2005) jako dyrektor studium gastronomicznego
- Sąsiedzi (2003–2006) jako pan Pilica
- Punkt widzenia (1980) jako tragarz (odc. 6)

## Nagrody
- W 1978 Festiwal Polskich Filmów Fabularnych – Złota Plakietka za najlepszą główną rolę męską za Wielki podryw
- W 1980 Festiwal Sztuk Współczesnych – za wybitną kreację w „Oborze” Helmuta Kajzara
- W 2005 Festiwal Dobrego Humoru w Gdańsku – nagroda „Melonika” w kategorii najlepszy aktor komediowy